# NGC 2760
NGC 2760 est une galaxie elliptique naine située dans la constellation du Dragon. NGC 2760 a été découverte par l'astronome américain Lewis Swift en 1887.

## Caractéristiques
Sa vitesse par rapport au fond diffus cosmologique est de 1 577 ± 82 km/s, ce qui correspond à une distance de Hubble de 23,3 ± 2,0 Mpc (∼76 millions d'al).

## Identification de NGC 2760

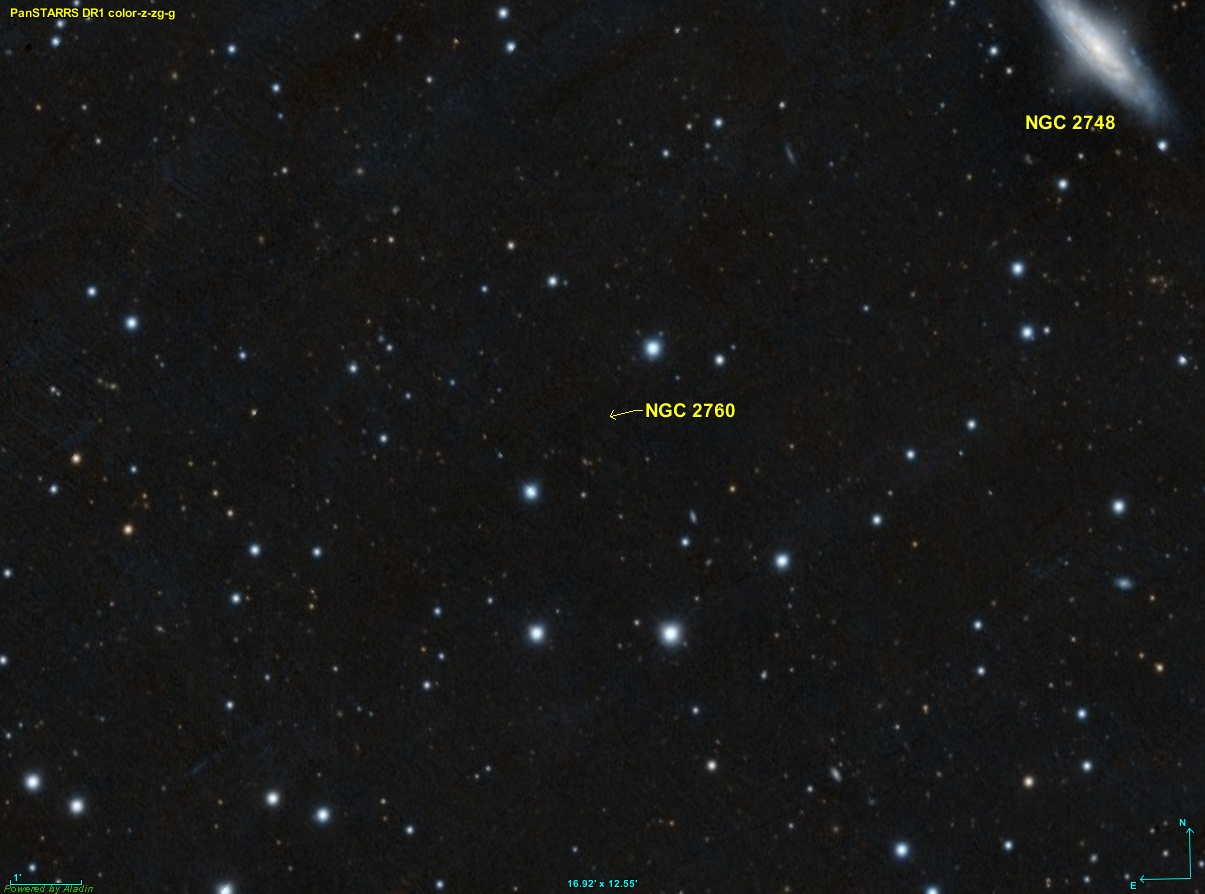
Il n'y a rien aux coordonnées qui auraient été indiquées par Lewis Swift.

Toutefois, la nature de NGC 2760 est incertaine. Les bases de données NASA/IPAC et HyperLeda indiquent qu'il s'agit de la galaxie PGC 26654, mais le professeur Seligman et Wolfgang Steinicke soutiennent qu'il s'agit d'un objet perdu ou inexistant. Les coordonnées rapportées dans le livre « Lewis Swift : Celebrated Comet Hunter and the People's Astronomer » de Gary W. Kronk correspondent à celles données sur les sites du professeur Seligman et de Wolfgang Steinicke, soit 9h 15m 41,9s et 76° 22′ 57″. Mais, il n'y a rien à cet endroit. Le site DeepskyLog indique également que NGC 2670 est un objet inexistant. NGC 2760 ne figure pas dans la base de données Simbad.